# Giobatta & Piero Garbellotto
Giobatta & Piero Garbellotto est une entreprise italienne spécialisée dans la fabrication de tonneaux, de cuves et de barriques, basée à Conegliano, dans la province de Trévise en Vénétie. 

## Historique
Giobatta & Piero Garbellotto est une entreprise familiale qui a toujours été détenue et dirigée par la famille Garbellotto. Fondée en 1775 et encore en activité en 2009, sa longévité lui permet de faire partie de l'Association des Hénokiens.

## Métier
L'entreprise est spécialisée dans la fabrication de tonneaux, de cuves et de barriques.